# 九七式飛行艇
九七式飛行艇(編號H6K)是日本海軍在第二次世界大戰初期使用的飛艇，主要用於海上巡邏偵察，對水面或陸上目標進行轟炸以至運輸物資等任務，因為當時日本海軍以美國海軍為假想敵，認為在美日開戰時應該要有海上長程偵察機而於1933年委託川西重工研製，1938年試飛成功後投產。

## 基本資料
- 機長: 25.6米
- 翼展: 40米
- 機高: 6.27米
- 翼面積: 170平方米
- 空重: 11,707公斤
- 最重: 17,000公斤
- 發動機: 4部風冷式三菱金星五三型發動機(1,300匹馬力)
- 最快時速: 385公里/小時
- 航程: 4,940公里
- 昇限: 9,610米
- 爬昇率: 1,000米/分鐘
- 1支機頭7.7毫米口徑九七式機槍+一支7.7毫米口徑九七式機槍安裝在機背砲塔+左右各一支7.7毫米口徑九七式機槍安裝在後機身側面
- 一支20毫米口徑九九式機炮安裝在機尾砲塔
- 2*800公斤炸彈或魚雷
- 乘員:9人

## 主要型號(九七式二三型)
- 九七式一號(H6K1)

九七式原型機
- 九七式一一型(H6K2)

初期生產型
- 九七式二二型(H6K4)

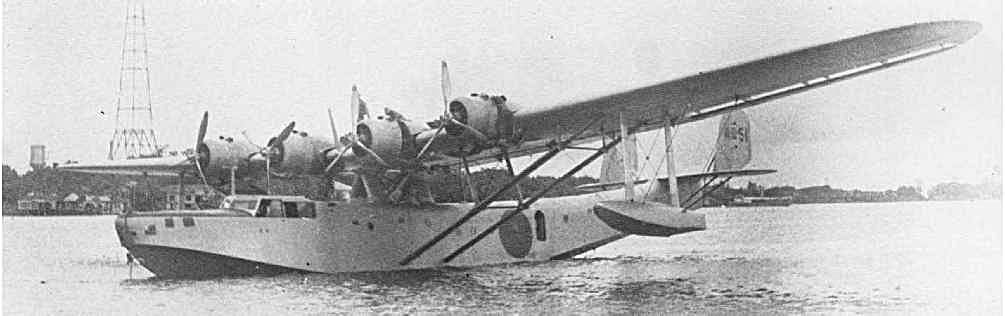
九七式輸送飛行艇

九七式生產量最多的型號，改用1,097匹馬力的金星四六型發動機
- 九七式二三型(H6K5)

改用金星五三型發動機
- 九七式輸送飛行艇

九七式的運輸機型，也可以作為17座位客機使用

## 設計特點
九七式飛行艇的機身為船形以便在水上漂浮，主翼是高展弦比高肩翼，但這都是飛行艇常有的設計，整體來講九七式的設計平平無奇。

## 實戰

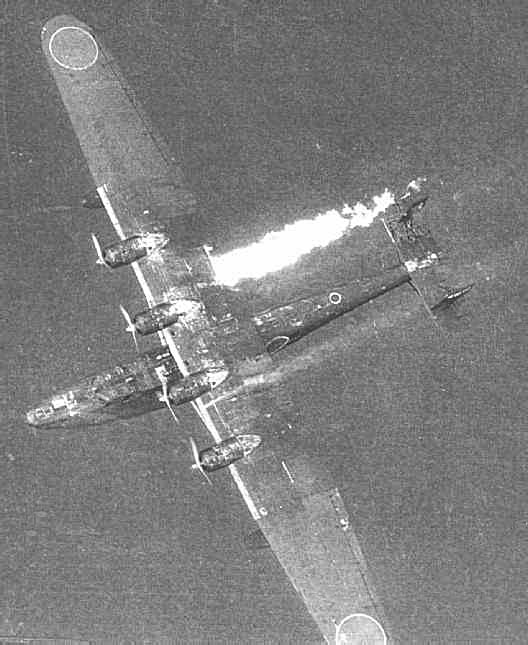
被盟軍戰機擊中著火的九七式飛行艇

九七式投產時中日戰爭已經爆發，故首先用於中國沿海地區的長程偵察任務，太平洋戰爭爆發後用於在南太平洋地區，部署在印尼的九七式曾偵察過澳洲，九七式雖然有著航程遠的優點但速度慢，當盟軍新式戰鬥機出現後損失慘重，漸被二式飛行艇取代

## 使用國家
- 日本
- 印度尼西亞